# José Mina
José James Mina Camacho (né le 17 juillet 1954 à Padilla en Colombie) est un joueur de football international colombien, qui évoluait au poste de gardien de but.

## Biographie

### Carrière en sélection
Avec l'équipe de Colombie, il dispute 4 matchs (pour aucun but inscrit) entre 1980 et 1983. Il figure notamment dans le groupe des sélectionnés lors des Copa América de 1975, de 1979 et de 1983.